# 東漢坂上子麻呂
東漢坂上 子麻呂（やまとのあや の さかのうえ の こまろ）は、古墳時代の豪族。姓は直。

## 記録
『新撰姓氏録』「右京諸蕃」によると、坂上氏は「出自後漢霊帝男延王也」とあり、東漢氏の有力な支族である。
『日本書紀』巻第十九によると、欽明天皇31年4月（570年）の江渟裙代（えぬ の もしろ）の奏上を受け、天皇は越国に漂流した高句麗使節を饗応し、近江国に到着した使節を、山背国の相楽郡（さがらのこおり）に用意してあった館（むろつみ）に迎え入れている。その際に、子麻呂は錦部大石（にしこり の おおいし）とともに使節を護衛し、館で饗応している。
2年後の敏達天皇元年（572年）6月、高句麗の副使たちによる、賊の仕業に偽装した大使の殺人事件が発生した。領客（まろうとのつかさ＝接待役）の子麻呂は翌朝副使たちへを取り調べたが、副使たちは嘘をつき、大使が天皇から下賜された妻を受け入れなかったため、礼に反するとして殺害した、と証言した（本当のところは、漂着時に土地の豪族に貢ぎ物を与えてしまい、そのことを国王に報告されることを恐れたのである）。大使の亡骸は礼式をもって葬られ、7月に高句麗の使節たちはかえっていった。